# Jack Shark Lake
Jack Shark Lake är en sjö i Kanada.   Den ligger i provinsen British Columbia, i den sydvästra delen av landet, 3 700 km väster om huvudstaden Ottawa. Jack Shark Lake ligger 1 320 meter över havet.
I omgivningarna runt Jack Shark Lake växer i huvudsak barrskog. Runt Jack Shark Lake är det mycket glesbefolkat, med 5 invånare per kvadratkilometer.